# 1959年の阪急ブレーブス
1959年の阪急ブレーブスでは、1959年の阪急ブレーブスの動向をまとめる。
この年の阪急ブレーブスは、藤本定義監督の3年目のシーズンである。前半戦終了後に藤本監督が辞任し後半戦から戸倉勝城監督が就任したため、戸倉監督1年目のシーズンでもある。

## 概要
1955年から4年連続、藤本監督が就任以来3年連続でAクラスと好調のチームは前年優勝の西鉄、2位の南海に食らいついたことから優勝が期待された。しかし、春先からチームは不振で4月を首位の南海から8ゲームも離されて屈辱の最下位。5月以降は最下位を脱出するも、近鉄がマークするなど苦戦を強いられた。7月に首位独走の南海に29ゲーム、4位の西鉄に19ゲームをそれぞれ離され、前半戦終了後に藤本監督が小林オーナーに辞表を提出。6月27日から8連敗、7月19日から11連敗と大型連敗の続いたチームは戸倉監督が就任した8月以降の巻き返しが期待されるも、8月25日から5連敗。9月は6連勝もあって12勝6敗と勝ち越すが、10月に入って7連敗。それでも近鉄の内紛に助けられ辛うじて最下位は免れたが優勝の南海に5勝21敗、2位大毎に9勝17敗と大きく負け越し南海の優勝をアシストするかたちとなった。投手陣は「ヨネカジ」の米田哲也・梶本隆夫がローテーションを守り、足立光宏が台頭するなど明るい話題もあったが米田・梶本は打線の援護なく負ける試合も目立った。打撃陣は不動の1番ロベルト・バルボンや河野旭輝らの活躍で135盗塁はリーグ1位も、大洋から移籍の青田昇の衰えもありチーム本塁打は5位の57本で、チーム打率・安打数もリーグ最下位に終わった。

## チーム成績

### レギュラーシーズン
| 1 | 二 | バルボン   |
| 2 | 遊 | 本屋敷錦吾 |
| 3 | 左 | 中田昌宏   |
| 4 | 一 | 岡本健一郎 |
| 5 | 右 | 青田昇     |
| 6 | 中 | 河野旭輝   |
| 7 | 三 | 人見武雄   |
| 8 | 捕 | 山下健     |
| 9 | 投 | 米田哲也   |

| 順位 | 4月終了時 | 4月終了時 | 5月終了時 | 5月終了時 | 6月終了時 | 6月終了時 | 7月終了時 | 7月終了時 | 8月終了時 | 8月終了時 | 9月終了時 | 9月終了時 | 最終成績 | 最終成績 |
| ---- | --------- | --------- | --------- | --------- | --------- | --------- | --------- | --------- | --------- | --------- | --------- | --------- | -------- | -------- |
| 1位  | 南海      | --        | 南海      | --        | 南海      | --        | 南海      | --        | 南海      | --        | 南海      | --        | 南海     | --       |
| 2位  | 西鉄      | 1.0       | 西鉄      | 3.5       | 大毎      | 7.0       | 大毎      | 5.0       | 大毎      | 3.0       | 大毎      | 8.0       | 大毎     | 6.0      |
| 3位  | 東映      | 2.5       | 東映      | 5.0       | 西鉄      | 7.5       | 東映      | 8.5       | 西鉄      | 12.0      | 西鉄      | 20.5      | 東映     | 21.0     |
| 4位  | 大毎      | 4.0       | 大毎      | 5.5       | 東映      | 9.5       | 西鉄      | 10.5      | 東映      | 15.0      | 東映      | 25.0      | 西鉄     | 22.0     |
| 5位  | 近鉄      | 8.0       | 阪急      | 11.0      | 阪急      | 20.5      | 阪急      | 29.5      | 阪急      | 35.5      | 阪急      | 38.5      | 阪急     | 40.0     |
| 6位  | 阪急      | 8.5       | 近鉄      | 17.0      | 近鉄      | 24.5      | 近鉄      | 36.5      | 近鉄      | 39.5      | 近鉄      | 49.0      | 近鉄     | 49.0     |

| 順位 | 球団               | 勝 | 敗 | 分 | 勝率 | 差   |
| 1位  | 南海ホークス       | 88 | 42 | 4  | .677 | 優勝 |
| 2位  | 毎日大映オリオンズ | 82 | 48 | 6  | .631 | 6.0  |
| 3位  | 東映フライヤーズ   | 67 | 63 | 5  | .515 | 21.0 |
| 4位  | 西鉄ライオンズ     | 66 | 64 | 14 | .508 | 22.0 |
| 5位  | 阪急ブレーブス     | 48 | 82 | 4  | .369 | 40.0 |
| 6位  | 近鉄バファロー     | 39 | 91 | 3  | .300 | 49.0 |

## オールスターゲーム
| ファン投票 | バルボン |          |
| 監督推薦   | 米田哲也 | 中田昌宏 |

## 表彰選手
| リーグ・リーダー | リーグ・リーダー | リーグ・リーダー | リーグ・リーダー |
| 選手名           | タイトル         | 成績             | 回数             |
| ---------------- | ---------------- | ---------------- | ---------------- |
| バルボン         | 盗塁王           | 38個             | 2年連続2度目     |

| ベストナイン |
| ------------ |
| 選出なし     |